# 格林纳达总督

格林纳达總督旗

格林纳达總督（Governor-General of Belize），是格林納達君主在格林纳达的全權代表，但實權通常交予民選的格林纳达总理。格林纳达於1974年從英國獨立。獨立後奉伊麗莎白二世為格林纳达的國家元首，由格林纳达總督代行職權。格林纳达總督必須是格林纳达公民，由格林纳达总理推薦並由格林納達君主任命。任期無特別限制。
雖然總督日常不擅自行使權力，但其保留權力在1980年代入侵格瑞那達時發揮作用：總督出面請美軍平亂，及後組成看守政府收給局面。

## 歷任總督
| # | 名                    | 图 | 就任           | 离任           |
| - | --------------------- | -- | -------------- | -------------- |
| 1 | 利奥·德·盖尔爵士      |    | 1974年2月7日   | 1978年9月30日  |
| 2 | 保罗·斯昆爵士         |    | 1978年9月30日  | 1992年8月6日   |
| 3 | 雷金纳德·帕默爵士     |    | 1992年8月6日   | 1996年8月8日   |
| 4 | 丹尼尔·威廉斯爵士     |    | 1996年8月8日   | 2008年11月27日 |
| 5 | 卡萊爾·格林爵士       |    | 2008年11月27日 | 2013年5月7日   |
| 6 | 塞茜尔·拉格雷纳德女爵 |    | 2013年5月7日   | 现任           |